# Vicky, el vikingo y el martillo de Thor
Vicky, el vikingo y el martillo de Thor es una película alemana de 2011 dirigida por Christian Ditter, secuela de Vicky, el vikingo.

## Argumento
Cuando su padre es secuestrado por Sven "el Terrible", Vicky se ve obligado a asumir el poder en el poblado. En sus manos está conducir a sus hombres para rescatar a su padre y demostrar así su astucia y brillantes ideas. Deberá enfrentarse a mares tormentosos, playas tropicales y múltiples peligros, además de tener que defender los tesoros de los legendarios dioses.

## Reparto
- Jonas Hämmerle: Vicky
- Waldemar Kobus: Halvar de Flake, padre de Vicky
- Valeria Eisenbart: Svanja
- Günther Kaufmann: Sven, el terrible
- Olaf Krätke: Urobe
- Mercedes Jadea Diaz: Ylvi
- Nic Romm: Tjure
- Sanne Schnapp: Ylva, madre de Vicky
- Jörg Moukaddam: Faxe
- Mike Maas: Gorm
- Christian Koch: Snorre
- Patrick Reichel: Ulme
- Hoang Dang-Vu: Yogi

- Datos: Q481606